# Allan Quatermain (roman)
Allan Quatermain, (original: Allan Quatermain), med undertiteln "hans senare forskningsfärd med uppsökarne af Kung Salomos skatt" är en engelsk äventyrsroman av Henry Rider Haggard. Boken gavs ut 1887 och kom i svensk översättning 1887. Boken var en uppföljare på författarens tidigare roman Kung Salomos skatt.